# 沈佩华
沈佩华（1924年—），艺名沈琳琳或沈玲玲，女，浙江杭州人，中国锡剧表演艺术家，江苏省锡剧团演员，第三届全国政协委员，第三、五届全国人大代表。